# Дом Серебрякова (Таганрог)
Дом Серебрякова — здание, которое располагается на улице Петровской, 47 в городе Таганроге в России. Во второй половине XVIII века оно принадлежало купцу первой гильдии Якову Михайловичу Серебрякову.

## История
Армянский купец первой гильдии Яков Михайлович Серебряков был первым владельцем Таганрогского кожевенного завода, основанного в 1853 году и запущенного в 1858 году. В 1865 году он построил многоквартирный доходный дом по улице Петровской. Строение располагалось между переулками Украинским и Тургеневским. Первый этаж большого дома был отведен под магазины, в них можно было приобрести парижскую одежду и обувь. В этом же доме была открыта нотариальная контора Ладохина. Архитектурный стиль здания — русский классицизм.
12 апреля 1895 года город Таганрог посетил художник-маринист Иван Константинович Айвазовский. Известно, что его принимали в доме на Петровской, 47.Яков Михайлович Серебряков был активным общественным деятелем и занимался благотворительностью. На том месте, где сейчас построен дом на улице Греческой, 62, раньше размещалась армяно-григорианская церковь Святого Иакова. Купец специально купил этот участок и соорудил на нем церковь, которая была открыта весной 1906 года. Она простояла несколько десятилетий и в 1930 году была снесена.
После 1920 года дом по улице Петровской, 47 перешел в собственность 9-й стрелковой дивизии Красной Армии. Затем его помещение занимала школа № 16. В XXI веке в этом здании расположен Таганрогский институт управления и экономики.